# ラプア運動
ラプア運動（ラプアうんどう）は、1920年代末期から1930年代初頭にかけてフィンランドで勃興した反共・ファシズム運動である。

ラプア運動のロゴマーク

## 台頭と発展
ラプア運動は、1929年11月ごろポフヤンマー（現在の南ポフヤンマー県）の農村ラプアで起こった。
当時、内戦から立ち直って支持を回復していたフィンランド共産党は、フィンランド共産主義青年同盟の集会をラプアで開催しようとしていた。しかし、ラプアがかつての白衛軍運動の発祥の地でもある極めて保守的な農村であったことや、折りからの世界恐慌の影響による農業不振で農民が困窮していた事などが重なって集会は強い反発を受け、暴徒の集団がラプアに列車で到着した共産主義青年同盟の党員らを襲撃したり、集会に乱入して乱闘を起こす事態に発展した。
運動はこれだけに留まらず、1929年12月には、ラプアに2000名の運動支持者が集まって共産党の非合法化と共産主義者の根絶を訴えはじめた。やがて各地でもこれに呼応する集会が開かれるようになり、政府や国会には代表団が送られ、国会や自治体からの共産主義者の追放や、共産主義者の言論・出版を禁止する法律の立法を要求した。
次第にラプア運動は過激さを増し、共産党関係者へのリンチや共産党関係の印刷所への襲撃などのテロ行為も見られるようになったが、コミンテルンの指導を受けた共産主義者による非合法的な革命煽動への抵抗として、運動は国民に受け入れられ、更に勢力を拡大していった。
1930年6月には、ポフヤンマー地方の農民の一群が、共産党の非合法化を国会に要求するため、ヘルシンキへ向けて大規模なデモ行進を始めた。行進は歩を進めるにしたがって勢力を増やし、一万二千名もの大行進に膨れ上がった。彼らは7月にはヘルシンキの上院広場に到着して、ペール・スヴィンヒューとカール・グスタフ・エミール・マンネルヘイムに出迎えられた。こうした運動の結果、10月には共産党員の国会および地方議会への立候補を制限する法案が成立し、ラプア運動は盛り上がりの頂点に達した。
スヴィンヒューとマンネルヘイムは当初、ラプア運動を単純な愛国運動と考え、その危険な本性にすぐには気付かなかったという。とりわけ、東ボスニア地方の自由農民に親近感を持っていたマンネルヘイムは、少なくとも当初はラプア運動への共感と支持を表明していた。彼は肉親に宛てた手紙の中で「この運動の特徴は、信仰に基づく強い献身である」「我々は、東ボスニアに深く根を下ろしているデモクラシーを知っている。彼らの運動の思想と態度は決して反デモクラシーとは思われない」と賞賛している。しかし、後述するようにラプア運動がテロ活動や暴力革命の道に進んだことにより、マンネルヘイムは素早く態度を翻してラプア運動を警戒するようになり、自身が政治的な権力を得るためにラプア運動に便乗することもなかった。

## 衰退
ところが、同じく1930年10月、ラプア運動の参加者によって、フィンランド初代大統領のカールロ・ユホ・ストールベリとその妻が誘拐されるという事件が発生した。ストールベリは共産主義者ではなく、ラプア運動の過激さを批判していたに過ぎなかったが、ラプア運動の参加者たちはストールベリの自由主義的・議会民主主義的な思想に反発し、拉致してソビエト連邦領内に連れ出し、そこに置き去りにすることを企図していた。誘拐が失敗に終わり、救出されたストールベリは、民主主義を擁護する演説を行って民衆からの支持を集めたが、逆にラプア運動は民衆やスヴィンヒュー、マンネルヘイムらの支持を失って勢力を弱め、政府と議会を敵に廻す結果を招いた。
1931年のスウェーデン語系の風刺雑誌『ガルム』には、開明君主であり、フィンランドの自治を基本法で保証したアレクサンドル2世の立像を引き倒そうとする民衆の姿を描いた風刺画が掲載されている。
1932年、共産党の非合法化の成功に味を占めていたラプア運動は、更にフィンランド社会民主党の非合法化を要求した。しかし、共産党とは支持層も異なり、しかも議会で最大政党であった社会民主党を非合法化するという要求は、議会政治の否定と受け止められた。こうして、最終的にはラプア運動自体が共産党同様に非合法化される事となった。
その後、残党がマンツァラで蜂起を計画したものの、スヴィンヒューの命によって運動家達は逮捕され、ラプア運動は壊滅した。

## 指導者
ラプア運動の指導者は、17世紀の農民反乱運動の指導者クラウス・フレミングの子孫と目されるヴィフトリ・コソラであった。彼はムッソリーニに強い影響を受けており、フィンランドの青とファシズムの黒をあしらったアームバンドを腕に巻くなどして、彼の真似をしていたとされる。しかしながら、実生活ではひどいアルコール中毒を患っており、仲間内からも首相になれるかどうか疑われていたという。